# Лена Бориславова
Лена Здравкова Бориславова е българска юристка, политик и депутат от „Продължаваме промяната“ в XLVII, XLIX, L и LI народно събрание. Началник на политическия кабинет на правителството на Кирил Петков.

## Детство и образование
Родена е на 8 октомври 1989 година в София. Завършва 91-ва немска езикова гимназия „Проф. Константин Гълъбов“ в София, а след това право в Софийския университет „Св. Климент Охридски“ през 2014 година с отличие.
Специализира в Харвард, където е член на „Европейската асоциация на правистите от Харвард“ и на „Харвардската правна и бизнес асоциация“ по време на ученето си.

## Адвокатска кариера
През 2018 година попада в престижната европейска класация на списание „Форбс“ – „30 под 30“, която отличава най-добрите млади лидери, изобретатели и предприемачи на Стария континент. Класирана е в категория „Политика и право“.
Непосредствено преди влизането си в политиката е в екипа на адвокатската кантора „Джингов, Гугински, Кючуков и Величков“, a преди това – в „Георгиев, Тодоров и Ко“. Работи в сферата на конкурентното право, банково и финансово, търговско право, защита на личните данни, мерки срещу изпирането на пари и процесуално представителство и консултира международни клиенти, решили да инвестират в България. От 2015 година е член на Софийската адвокатска колегия.

## Политическа кариера

### „Да, България!“
През януари 2017 година е избрана за член на националния съвет на политическа партия „Да, България!“.

### „Продължаваме промяната“
През 2021 година е избрана за депутат в XLVII народно събрание като кандидат от 24 МИР от „Продължаваме промяната“. На 15 декември напуска депутатското си място, за да оглави политическия кабинет на министър-председателя Кирил Петков.

## Социални позиции
През 2018 г. Бориславова заявява, че „може би няма да приемем скоро еднополовите бракове, но има хора, които вече не са настроени крайно към тази идея, което аз лично считам за положително“. През 2021 г. подписва декларация в подкрепа на ЛГБТ общността.

## Личен живот
На 16 юни 2022 г. става ясно, че Бориславова е сгодена за депутата от „Продължаваме промяната“ и заместник-председател на XLVII народно събрание Мирослав Иванов.
На 19 септември 2023 г. ражда първото си дете, момиче.

## Съдебни дела
През 2022 телевизия „Седем осми“ пуска песента „Песен за Лена“. Песента е пълна с вулгаризми и обидни имена, а от множество клипчета към песента и намеци с обидно съдържание е видно, че става дума именно за Лена Бориславова. Песента предизвиква вълна от отвращение в обществото, а Лена Бориславова обявява, че ще съди „Седем осми“ за 40 000 лева за вреди По нейно искане СГС налага запор на фирмата „Седем осми“ за 40 000 лева, а след сигнал на Геновева Тишева е заведено и дело за дискриминация на жените на база същата песен. По-късно Тишева оттегля жалбата си и Комисията за защита от дискриминация прекратява производството. На 18.06.2025 Бориславова печели делото на първа инстанция и съда присъжда на Трифонов да ѝ заплати 20 000 лева
На 11 август 2023 г. прокуратурата завежда досъдебно производство срещу Лена Бориславова за подаване на неверни документи в Агенцията по вписванията. Впоследствие Бориславова става кандидат-депутат за L народно събрание (и е избрана като такава) и досъдебното производство временно е замразено.